# Xã South Branch, Quận Crawford, Michigan
Xã South Branch (tiếng Anh: South Branch Township) là một xã thuộc quận Crawford, tiểu bang Michigan, Hoa Kỳ. Năm 2010, dân số của xã này là 2.007 người.